# Begijntjes Laat Besluit
Begijntjes Laat Besluit is een kinderfeest in Hoogstraten (Belgische provincie Antwerpen), waarbij de kinderen uit de verschillende gebuurten zich verkleden en toneeltjes opvoeren. De naam "Begijntjes Laat Besluit" mag letterlijk genomen worden want de poorten van het begijnhof sloten die dag om 22 uur in plaats van om 20 uur.

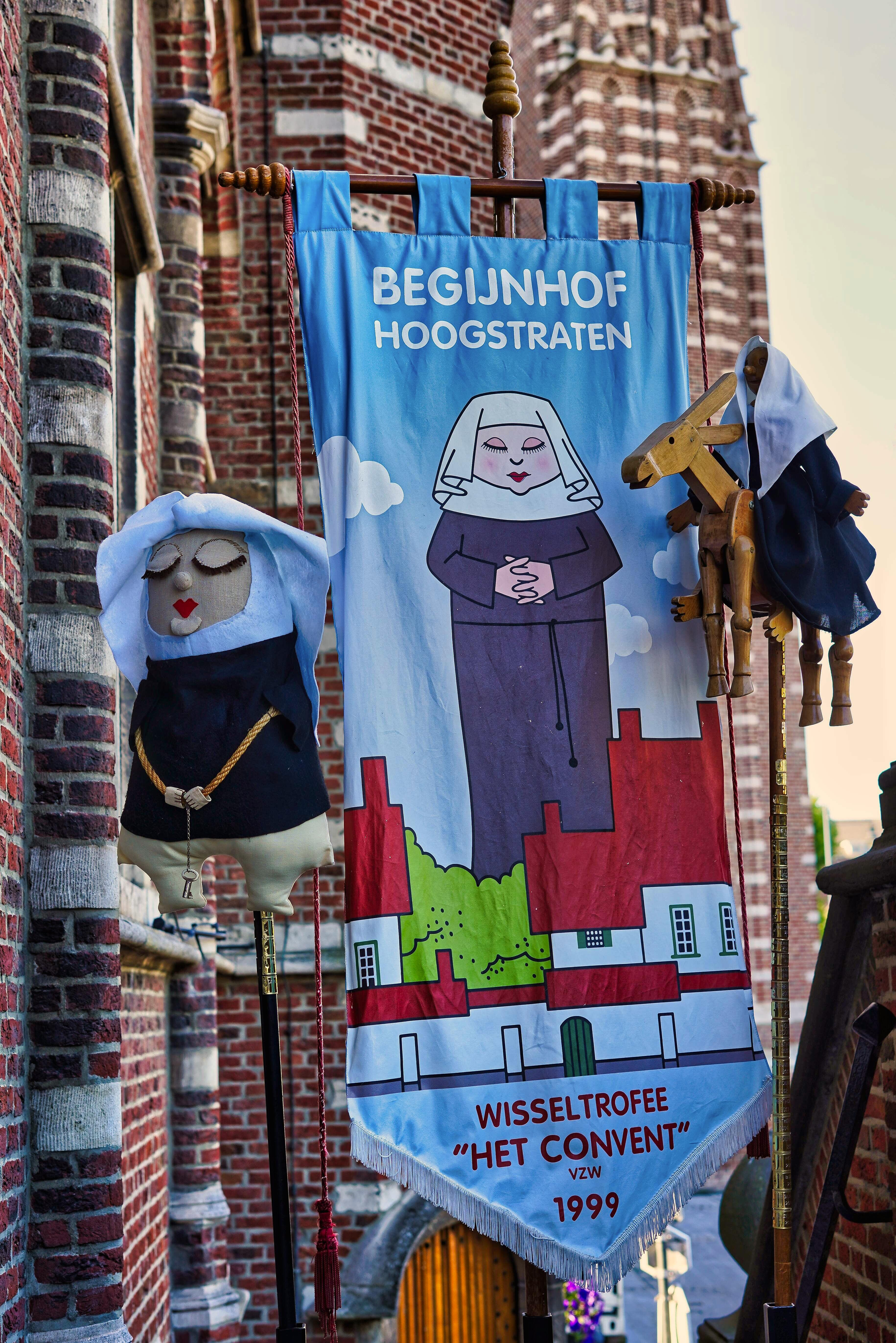
De drie prijzen van Begijntjes Laat Besluit: De Wisselbegijn, Het Vaandel en de Ezel

## Datering
Wanneer het feest juist begon is niet geweten. Volgens overlevering bestond het al vroeg in de 19de eeuw. Ten tijde van koning Willem I moest het begijnhof enig nut voor de lokale gemeenschap bewijzen en startte ze met gratis onderwijs voor arme kinderen. Mogelijk was er een kermis op het begijnhof als soort van 19de-eeuwse crowdfunding om de schoolkosten van de arme kinderen mee te bekostigen. Begijnen hadden immers geen gelofte van armoede afgelegd. Zij mochten als zelfstandige een beroep uitoefenen. In 1860 sloot de armenschool, maar de kermis bleef bestaan. Volgens mondelinge overlevering zou bij het kinderfeest van 1890 de “Hoogstraatse kaarsjesdans” nog in zwang geweest zijn. Het kinderfeest staat pas in het begin van de twintigste eeuw in geschreven bronnen. Een eerste foto dateert van 1929, zie hiervoor bij de "Externe links" onderaan.

## Kinderfeest
Sinds 1967 werd het kinderfeest 'Begijntjes Laat Besluit' gestroomlijnder door er een competitie tussen gebuurten van te maken. In de voormiddag zingen de kinderen het beruchte Centje-om-te-vieren-lied: "Centje om te vieren.'t Gaat op alle manieren.'t Gaat met alle gemak. Tast maar in uwe zak". 
In de namiddag worden toneeltjes opgevoerd door de kinderen in kledij van crêpepapier. Vooraleer het echter zo ver is, trekken alle groepen in stoet naar het stadhuis. Iedere groep heeft zijn eigen praalwagen bij. Rond drie uur eindigt de stoet en volgen de optredens van alle groepen. Een volwassenenjury en een kinderjury beslissen over de winnende act. 
's Avonds is er een vreugdevuur rond een terp, vroeger met volksdans en gezang, nu meer met muziek. Een moderne variant is een barbecuefeest voor de deelnemende families.

## Begijntjeslied
- t Is begijntjes laat besluit.
- Wij vertrekken, wij vertrekken !
- t Is begijntjes laat besluit.
- Wij vertrekken de poorten uit.

- LAAT ONS, LAAT ONS,
- VREUGDE MAKEN, VREUGDE MAKEN,
- LAAT ONS, LAAT ONS,
- VREUGDE MAKEN ONDER ONS.

- 't Avond eten wij panneke vet.
- Vroeg gaan eten, vroeg gaan eten !
- 't Avond eten wij panneke vet.
- Vroeg gaan eten en laat te bed !

- En zo rijden wij naar Sint-Job.
- Op nen ezel, op nen ezel.
- En zo rijden wij naar Sint-Job.
- Op nen ezel zonder kop.

- Ginder komt er enen aan,
- mej ne grune, mej ne grune.
- Ginder komt er enen aan,
- mej ne grune pitteleir aan ![6]

De derde strofe van het kinderliedje verwijst naar een 16e-eeuwse palmprocessie op Palmzondag, waarbij een houten ezel van het begijnhof naar de Sint-Katharinakerk werd getrokken door twaalf rederijkers van het Eglantierken, die elk een van de twaalf apostelen symboliseerden (Kerkrekening 1575: Ierst betaelt den appostelen die den eesel tooghen opten palmsondach). Ze kregen hiervoor 1 stuiver per acteur. In 1569 vernieuwde Anthonis Loeys de toom van de palmezel en in 1572 schilderde meester Michiel Bode de ezel opnieuw. De tekst in het liedje suggereert dat de kop van de ezel ooit afgebroken is geweest. Deze tradities weerspiegelen de culturele en religieuze praktijken van die tijd. Het ritueel werd beschreven in een jaarboek van de Hoogstraats Oudheidkundige Kring uit 1933, waardoor het opnieuw onder de aandacht kwam. In 1937 hebben de kinderen van het Boereneinde dit tafereel nagespeeld tijdens de optocht van het 6de Kempisch Congres (4-7 september 1937), wat een groot succes was en de lokale folklore nieuw leven inblies. Volgens overlevering was in de 19de eeuw de datum van Begijntjes Laat Besluit op de voorlaatste zondag van juli. Dit zou dan in de buurt komen van 25 juli, de naamdag van Jakobus de Meerdere. Hij was de broer van Sint-Jan-Evangelist, de patroonheilige van het begijnhof. Toen de zomervakantie van 2 maanden werd ingevoerd, verliep de datum naar de voorlaatste zondag van augustus.

## Prijzen
Om een gezonde spanning in het spel te brengen worden er prijzen uitgereikt. Er wordt door een jury punten gegeven op gebied van optocht, decor, kleding, creativiteit en speelvreugde van de kinderen. Vol spanning wordt door heel Hoogstraten afgewacht welk gebuurte gewonnen heeft. Rond 18:00 worden de prijzen uitgereikt. Het winnend gebuurte neemt de Wisselbegijn in ontvangst.
In 1979 werd een tweede prijs in het leven geroepen en stelt een begijn op een ezel voor. Deze prijs is een ontwerp van Paul Verbeeck, gemaakt door Annemie Croes. 
Na de restauratie van het begijnhof in 1999 kwam er een derde prijs die gegeven wordt voor de speelvreugde van de kinderen en de creativiteit van het dansje waarbij rekening gehouden wordt of er Hoogstraatse elementen mee aan bod komen.